# Harry Gibson
Harry "The Hipster" Gibson född 27 juni 1915, död 3 maj 1991, var en jazzpianist, sångare och kompositör. Harry menar att han själv myntade begreppet hipster mellan 1939 och 1945, som han senare började använda som artistnamn.